# Vînohradivka, Baștanka
Vînohradivka (în ucraineană Виноградівка) este un sat în comuna Mariivka din raionul Baștanka, regiunea Mîkolaiiv, Ucraina.

## Demografie
Componența lingvistică a localității Vînohradivka
     Ucraineană (77,67%)
     Rusă (6,99%)
     Română (1,08%)
     Alte limbi (0,07%)
Conform recensământului din 2001, majoritatea populației localității Vînohradivka era vorbitoare de ucraineană (77,67%), existând în minoritate și vorbitori de rusă (6,99%) și română (1,08%).